# Derek Kwok
Derek Kwok Chi-kin (郭子健, nascut el 10 d'octubre de 1976) és un director de cinema i guionista de Hong Kong. Va guanyar els 28ns Premis de Cinema de Hong Kong al millor director novell amb la seva pel·lícula The Moss.

## Filmografia

### Director
- 2007 The Pye-Dog[1]
- 2008 The Moss[2]
- 2010 Gallants[3]
- 2010 Frozen[4]
- 2013 Journey to the West: Conquering the Demons[5]
- 2014 As the Light Goes Out[6]
- 2015 Full Strike
- 2017 The Tales of Wukong[7]
- TBD The Unleashed Blaze

### Guionista
- 2000 Skyline Cruisers[8]
- 2001 2002[9]
- 2002 The Mummy
- 2002 Dry Wood Fierce Fire[10]
- 2004 Leaving Me, Loving You[11]
- 2007 The Pye-Dog[1]
- 2008 The Moss[2]
- 2010 Gallants[3]
- 2010 Frozen[4]
- 2013 Journey to the West: Conquering the Demons[5]
- 2014 As the Light Goes Out[6]
- TBD The Unleashed Blaze